# حادثه کوبه
حادثه کوبه (به ژاپنی: 神戸事件, kōbe jiken) یا حادثه بیزن یک بحران دیپلماسی بین امپراتوری ژاپن و چندین قدرت غربی بود، که ناشی از درگیری در ۴ فوریه ۱۸۶۸ بین سربازان ولایت بیزن و ملوانان خارجی بود. این حادثه تبدیل شد به اولین چالش عمده امور بین‌الملل برای دولت نوپای میجی.